# Irma, das unmögliche Mädchen
Irma, das unmögliche Mädchen (Originaltitel: My Friend Irma Goes West) ist eine US-amerikanische Filmkomödie aus dem Jahr 1950 von Hal Walker mit Marie Wilson in der Titelrolle. Weitere Hauptrollen besetzten John Lund und Diana Lynn sowie Dean Martin und Jerry Lewis in ihrem zweiten gemeinsamen Film. Der Film wurde von Wallis-Hazen  Inc. produziert und ist die Fortsetzung der 1949 von George Marshall inszenierten Komödie My Friend Irma. Das Drehbuch basiert auf der Radioshow My Friend Irma, die von 1947 bis 1954 ausgestrahlt wurde.

## Handlung
In New York lebt die schusselige Irma Peterson mit der sensiblen Jane Stacey zusammen. Janes Freund, der Saftverkäufer Steve Laird, bekommt ein Engagement als Sänger bei einer Fernsehshow. Er soll mit dem französischen Star Yvonne Yvonne ein Duett geben. Sein Freund Seymour tritt als Komiker auf. Jane erfährt, dass Steves Gage aus zwölf Dosen Spaghetti besteht. Wütend besteht sie darauf, dass Irmas Freund Al Steves neuer Manager wird. Jane erreicht, dass Steve von dem Produzenten Sanford unter Vertrag genommen wird. Dafür soll Steve so schnell wie möglich nach Hollywood kommen. Was Steve und die anderen nicht wissen: Sanford ist kein Produzent, sondern ein Irrer, der aus einer Anstalt entflohen ist. 
Mit dem Zug fahren Irma, Jane, Al, Steve und Seymour in Richtung Westküste. Die Reisekosten bezahlen sie aus ihrer eigenen Tasche. In Chicago machen sie Zwischenstation und sind so gut wie pleite. Al ist sich sicher, dass das Studio in Hollywood für ihre Spesen aufkommen werde. Irma kauft sich an einem Kiosk ein Magazin und verpasst dadurch den Zug, der mit den anderen gerade abfährt. Durch das Magazin erfährt sie von Sanfords Lüge.
In Chicago ist die Sängerin Yvonne mit ihrem Schimpansen Pierre zugestehen. Sie gibt vor, sich in Las Vegas scheiden lassen zu wollen. Während Seymour sich mit Pierre anfreundet, versucht Yvonne Steve zu verführen, der jedoch Jane verspricht, sich von Yvonne fernzuhalten. In Albuquerque kann Irma wieder zusteigen und ihre Freunde von der neuen Lage erzählen. Al überzeugt Yvonne, Steve ein Engagement als ihr Gesangspartner in Las Vegas zu verschaffen. Al und Steve verschweigen Jane, dass Yvonne involviert ist. 
In Las Vegas wird Al von Sharpie Corrigan beim Falschspiel erwischt. Sharpie zwingt Al dazu, in seinem illegalen Casino als Croupier zu arbeiten. Am Abend von Steves erstem Auftritt gibt Irma vor, erkrankt zu sein. So soll verhindert werden, dass Jane sich um Irma kümmert und Steve nicht mit Yvonne auf der Bühne sieht. Doch Jane kommt der Trickserei auf die Spur und löst ihre Verlobung mit Steve. Die traurige Irma sucht daraufhin Al in dem Casino auf. In ihrer Schusseligkeit zerstört sie die Kabel, mit denen Al seinen Roulettetisch manipulieren kann, was dazu führt, dass die Spieler 50.000 Dollar gewinnen. 
Sharpie und seine Männer nehmen Al und Irma mit in die Wüste, um beide umzubringen. Al handelt aus, dass er bis zum nächsten Tag 50.000 Dollar auftreibt und dann mit Irma freigelassen wird. Während Irma im Versteck der Gangster verbleibt, macht sich Al auf den Weg in die Stadt. Auf einen Fahndungsplakat erkennt er einen von Sharpies Männern, der als Mörder gesucht wird. Sofort alarmiert er die Polizei. Seymour erinnert sich an seine Kindheit, in der er Indianerscout gespielt hat. Er verkleidet sich als Indianer und macht sich auf die Suche nach Irma.
Tatsächlich findet Seymour das Gangsterversteck durch Rauch, der durch den Kamin in der Hütte aufsteigt. Er schleicht sich in die Hütte und greift einen der Männer an, der sich gerade Irma nähert. Irma kann  den Mann mit einem Kessel k.o. schlagen, trifft dabei allerdings auch Seymour. Später wird Irma als Heldin gefeiert, die die gefürchtete Corrigan-Bande zur Strecke gebracht hat. Yvonnes Manager bietet ihr eine Rolle in Yvonnes nächstem Abenteuerfilm an. Steve und Jane versöhnen sich, er verspricht ihr, seine Träume als Gesangsstar aufzugeben. Nun interessiert sich Yvonne für Seymour als Partner.

## Produktion
Gedreht wurde der Film vom 31. Januar bis Mitte März 1949 in New York, Las Vegas, Albuquerque sowie in den Paramount-Studios in Hollywood.

## Stab und Besetzung
Hans Dreier und Henry Bumstead waren die Art Directors, Sam Comer und Emile Kuri die Szenenbildner, Edith Head die Kostümbildnerin. Gordon Jennings und Farciot Edouart waren für die Spezialeffekte verantwortlich, Wally Westmore für das Make-up.
In kleinen nicht im Abspann erwähnten Nebenrollen traten James Flavin, Harold Miller und Gregg Palmer auf.

## Musik
Folgende Songs wurden für den Film komponiert:
- Baby, Obey Me, I'll Always Love You und Fiddle and Gittar Band von Jay Livingston und Ray Evans
- Singing a Vagabond Song von Harry Richman, Sam Messenheimer und Val Burton

## Synchronisation
| Rolle         | Schauspieler   | Deutscher Synchronsprecher |
| ------------- | -------------- | -------------------------- |
| Irma Peterson | Marie Wilson   | Marianne Prenzel           |
| Steve Laird   | Dean Martin    | Klaus Miedel               |
| Seymour       | Jerry Lewis    | Horst Gentzen              |
| Yvonne Yvonne | Corinne Calvet | Sigrid Lagemann            |

## Veröffentlichung
Die Premiere des Films fand am 26. Juni 1949 in Las Vegas statt. In der Bundesrepublik Deutschland kam er am 10. April 1953 in die Kinos. Er wurde auch als Irma im goldenen Westen vermarktet.

## Kritiken
Das Lexikon des internationalen Films schrieb: „Einfallsloses, reichlich albernes Lustspiel.“
Der Kritiker der The New York Times befand, es gebe einen deutlichen Qualitätsverlust, sobald Martin/Lewis nicht mehr im Bild seien. Die beiden machen 90 % der Späße aus. Doch auch sie seien manchmal Opfer des dummen Drehbuchs.
Der Kritiker des TV Guide fand den Film besser als das Original und bezeichnete ihn als nette, kleine Komödie.